# Alalay

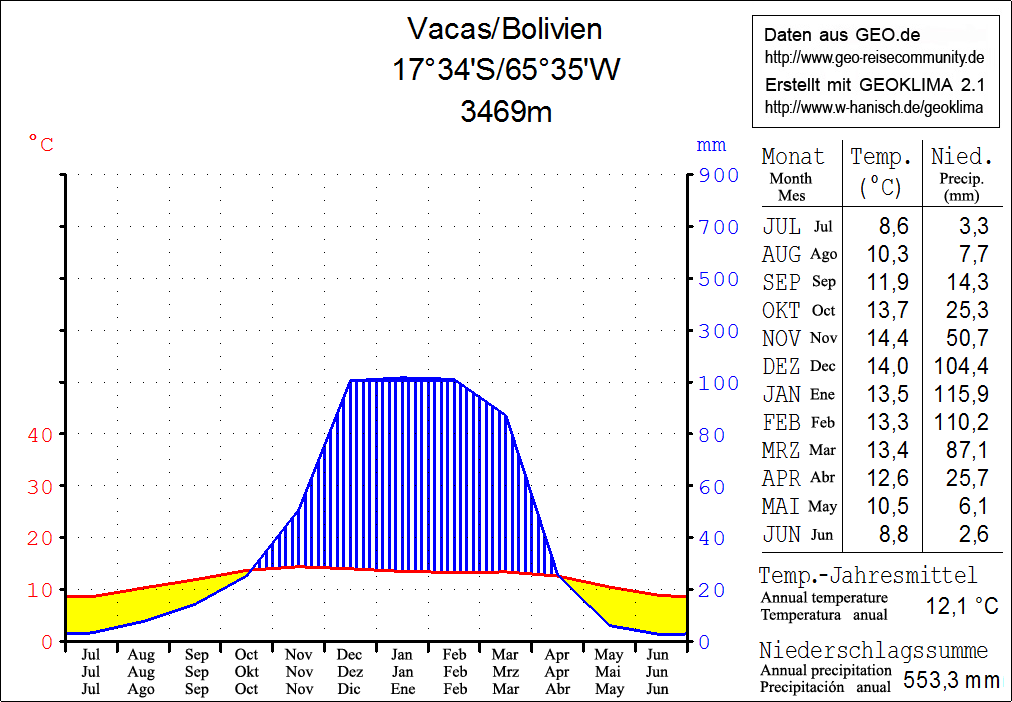
diagramme températures/précipitations annuel

Alalay est une localité du département de Cochabamba en Bolivie, située dans la Province de Mizque. Sa population était estimée à 854 habitants en 2010.

## Localisation
Alalay est le bourg aggloméré de la municipalité d'Alalay située dans la province de Mizque. Le village est situé sur une crête de la Cordillère de Cochabamba à une altitude de 4061 m dans la zone ou prend sa source le Rio Grande, qui résulte de la jonction du Quebrada Lampare Pocoata et du Rio Acequia.

## Géographie
Alalay est situé dans la partie nord-ouest de la Cordillère orientale, la chaîne de montagnes de l'Est des montagnes boliviennes.
Le climat de la région est caractérisé par des fluctuations quotidiennes de température plus prononcés que les fluctuations saisonnières. La température moyenne annuelle est de 12 °C (voir le diagramme ci-contre), les températures dans les mois d'hiver de juin / juillet à un peu moins de 10 °C et en novembre / décembre à un peu plus de 14 °C. La pluviométrie annuelle est de 550 mm et atteint dans les mois d'été de décembre à février les valeurs de 100 à 120 mm, tandis que dans les mois arides de mai à septembre n'y a presque pas de pluie.

## Réseau de communications
Alalay est à 76 km de Cochabamba, la capitale du département.
De Cochabamba, la route revêtue n° 7 mène jusqu'à San Benito à 41 km au sud. À partir de là une route de terre chemine vers le sud jusqu'à Punata puis Arani. Enfin une route de terre mène encore vers le sud et atteint après 21 km le village d'Alalay.

## Population
La population du village a quasiment doublé en deux décennies de 1992 à 2010 :
- 1992 : 462 habitants (recensement)[2]
- 2001 : 638 habitants (recensement)[3]
- 2010 : 854 habitants (estimation)[1]

99,6 % de la population la municipalité d'Alalay parle la langue quechua.